# فرودگاه کیزیل-سیر
فرودگاه کیزیل-سیر (به روسی: Аэропорт Кызыл-Сыр) فرودگاهی عمومی واقع در کیزیل-سیر در کشور روسیه است.